# Агарково (Липецкая область)
Ага́рково — деревня Свишенского сельского поселения Долгоруковского района Липецкой области.

## География
Деревня Агарково находится в северной части Долгоруковского района, в 16 км к северу от села Долгоруково. Располагается на правом берегу реки Свишня. С юга примыкает к селу Свишни.

## История
Агарково основана в последней четверти XIX века. Впервые упоминается в 1887 году как «деревня Агаркова». Название патронимическое, от фамилии «Агарков».
В 1905 году в приходе Богоявленской церкви села Свишни упоминается деревня «Агаркова».
С 1928 года в составе Долгоруковского района Елецкого округа Центрально-Чернозёмной области. После разделения ЦЧО в 1934 году Долгоруковский район вошёл в состав Воронежской, в 1935 — Курской, а в 1939 году — Орловской области. С 6 января 1954 года в составе Долгоруковского района вновь образованной Липецкой области.

## Население
| 2010 |
| ---- |
| 54   |

## Транспорт
Через Агарково проходит асфальтированное шоссе, связывающее село Свишни с деревней Ильинка. Грунтовыми дорогами связано с деревнями Липовкой и Котово.